# Cristiane Brasil
Cristiane Brasil Francisco, née le 21 décembre 1973, est une femme politique brésilienne.
En janvier 2018, elle a été nommée ministre du Travail dans le gouvernement Temer. Cependant, accusé d'avoir fait travailler ses domestiques sans les déclarer et avec une forte charge de travail, la Cour suprême suspend son entrée en fonction.